# طاقة الرياح في الصين
تعتبر الصين هي الرائدة عالمياً في مجال توليد طاقة الرياح، وأكبر سعة مثبتة في أي دولة واستمرار النمو السريع في منشآت الرياح الجديدة. بفضل الكتلة الأرضية الكبيرة والساحل الطويل، تمتلك الصين موارد طاقة رياح استثنائية، يقدر أن الصين لديها حوالي 2380 جيجا وات من الطاقة القابلة للاستغلال على اليابسة و 200 جيجاوات في البحر.
في عام 2016، أضافت الصين 19.3 جيجا وات من طاقة توليد الرياح للوصول إلى طاقة إجمالية تبلغ 149 جيجا وات، وتولد 241 تيراوات من الكهرباء، وهو ما يمثل 4% من إجمالي استهلاك الكهرباء الوطني. حتي عام 2015، تعد كل من القدرة المركبة في الصين والقدرة الجديدة الأكبر في العالم بنطاق واسع، مع أكبر سوق في العالم، وهو الولايات المتحدة، حيث أضافت 8.6 جيجا وات في عام 2015 ولديها قدرة مركبة تبلغ 74.4 جيجا وات. طاقة الرياح في الولايات المتحدة لديها عامل قدرة أعلى بكثير.
من المتوقع أن تمتلك الصين طاقة رياح تبلغ 250 جيجا وات، بحلول عام 2020 كجزء من تعهد الحكومة بإنتاج 15 في المائة من إجمالي الكهرباء من الموارد المتجددة بحلول ذلك العام. وضعت الحكومة الصينية خريطة طريق لطاقة الرياح حتى عام 2050. تتمثل أهداف طاقة الرياح في الوصول إلى 400 جيجاوات بحلول عام 2030 و 1000 جيجاوات بحلول عام 2050. وقد حددت الصين طاقة الرياح باعتبارها أحد مكونات النمو الرئيسية لاقتصاد البلاد. وجد باحثون من جامعة هارفارد وجامعة تسينغ - هوا أن الصين يمكنها تلبية جميع احتياجاتها من الكهرباء من طاقة الرياح حتى عام 2030. وايضا في الممارسة العملية، فإن استخدام طاقة الرياح في الصين لم يواكب دائمًا البناء المتميز لقدرة طاقة الرياح في بلد؛ في عام 2014، لم يتم استخدام حوالي خمس الكهرباء المحتملة بسبب قيود الشبكة.
في عام 1998، أنشئت شركة جولد وهي أكبر شركة لتصنيع توربينات الرياح في الصين من مقاطعة شينجيانغ. طورت جولد بقوة التكنولوجيا الجديدة ووسعت حصتها في السوق، في عام 2006، انخفضت هذه الحصة من 35% في عام 2012 إلى 19%. وكانت شركة الصين ونجيوان ومجموعة الطاقة الكهربائية، في تشغيل مزرعة الرياح؛ عند نقطة واحدة كانت تدير 40% من مزارع الرياح في الصين.

## السعة المثبته

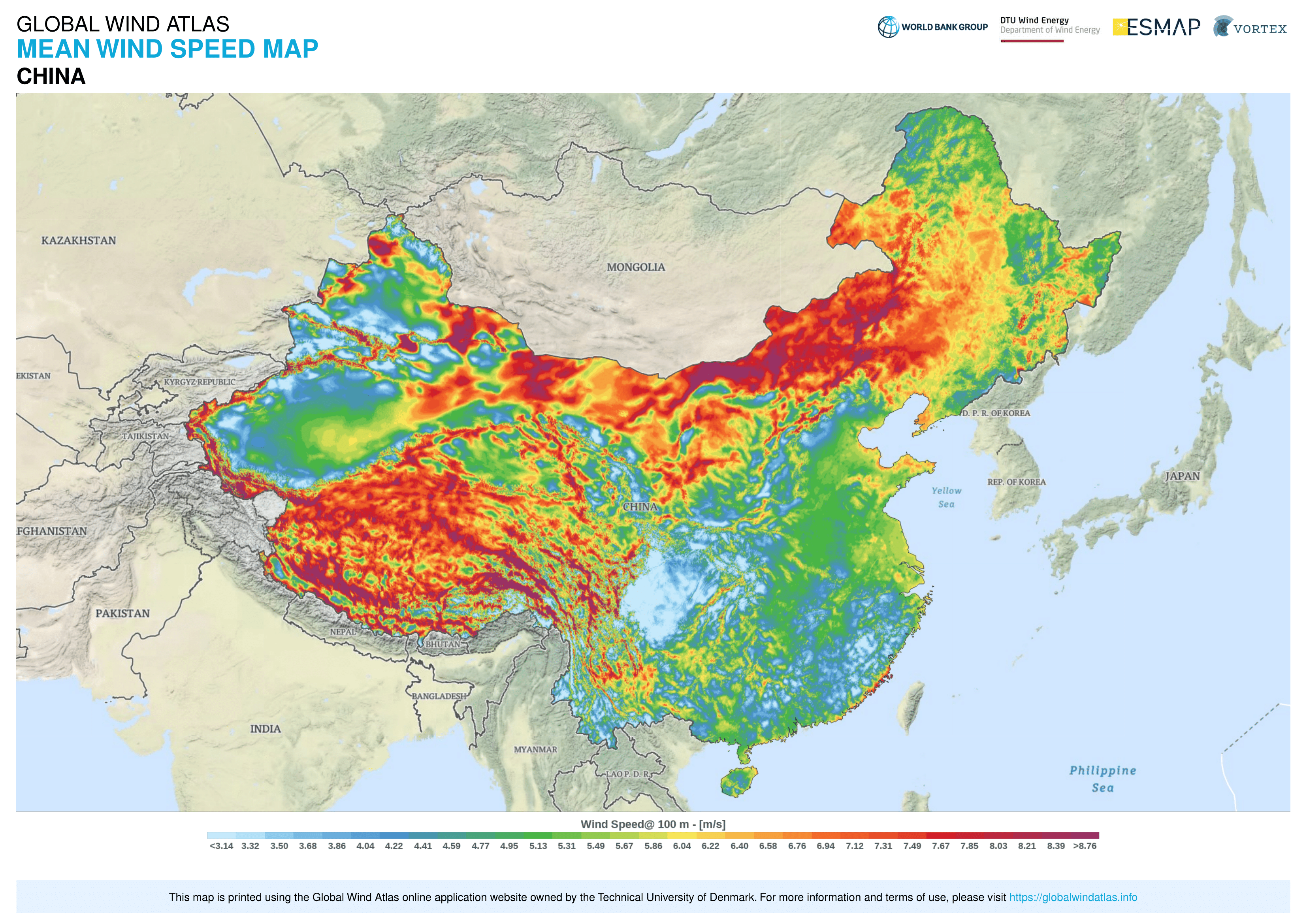
متوسط طاقة الرياح في الصين.

|                            | 2005  | 2006  | 2007  | 2008   | 2009   | 2010   | 2011   | 2012    | 2013    | 2014    | 2015    | 2016    | 2017    | 2018    |
| -------------------------- | ----- | ----- | ----- | ------ | ------ | ------ | ------ | ------- | ------- | ------- | ------- | ------- | ------- | ------- |
| السعة (بالميجا وات)        | 1,260 | 2,599 | 5,912 | 12,200 | 16,000 | 31,100 | 62,700 | 75,000  | 91,424  | 114,763 | 129,700 | 149,000 | 163,670 | 184,260 |
| الإنتاج (بالجيجا وات ساعة) | 1,927 | 3,675 | 5,710 | 14,800 | 26,900 | 44,622 | 74,100 | 103,000 | 134,900 | 153,400 | 186,300 | 241,000 | 305,700 | 366,000 |
| مؤشر القدرة                | 17.5% | 16.1% | 11%   | 13.8%  | 19.2%  | 16.4%  | 13.5%  | 15.7%   | 16.8%   | 15.3%   | 16.4%   | 18.5%   | 21.3%   | 22.7%   |

## التاريخ

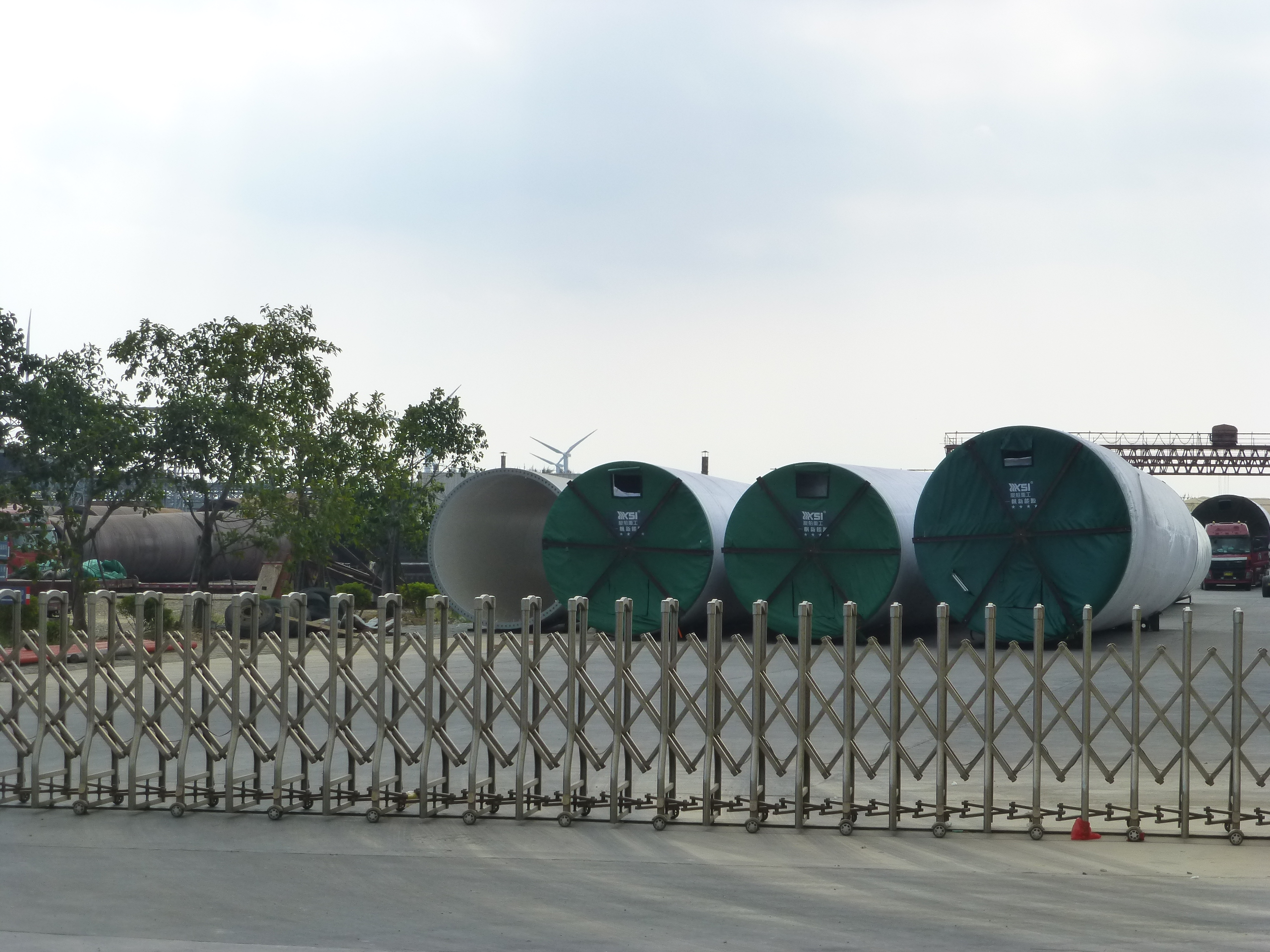
عناصر برج التوربينات الريحية في منشأة لياو، مقاطعة فوجيان، شينجيانغ.

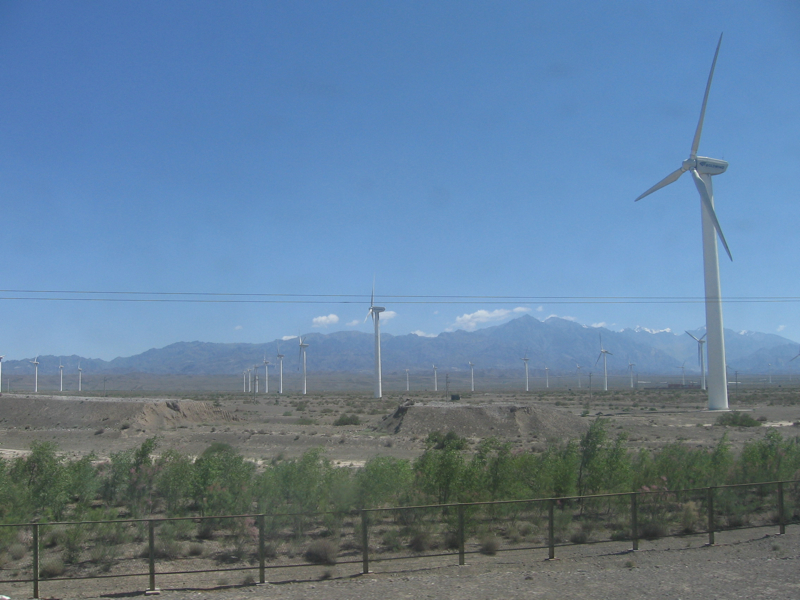
تقع مزرعة رياح جولد خارج أورومتشي، شينجيانغ.

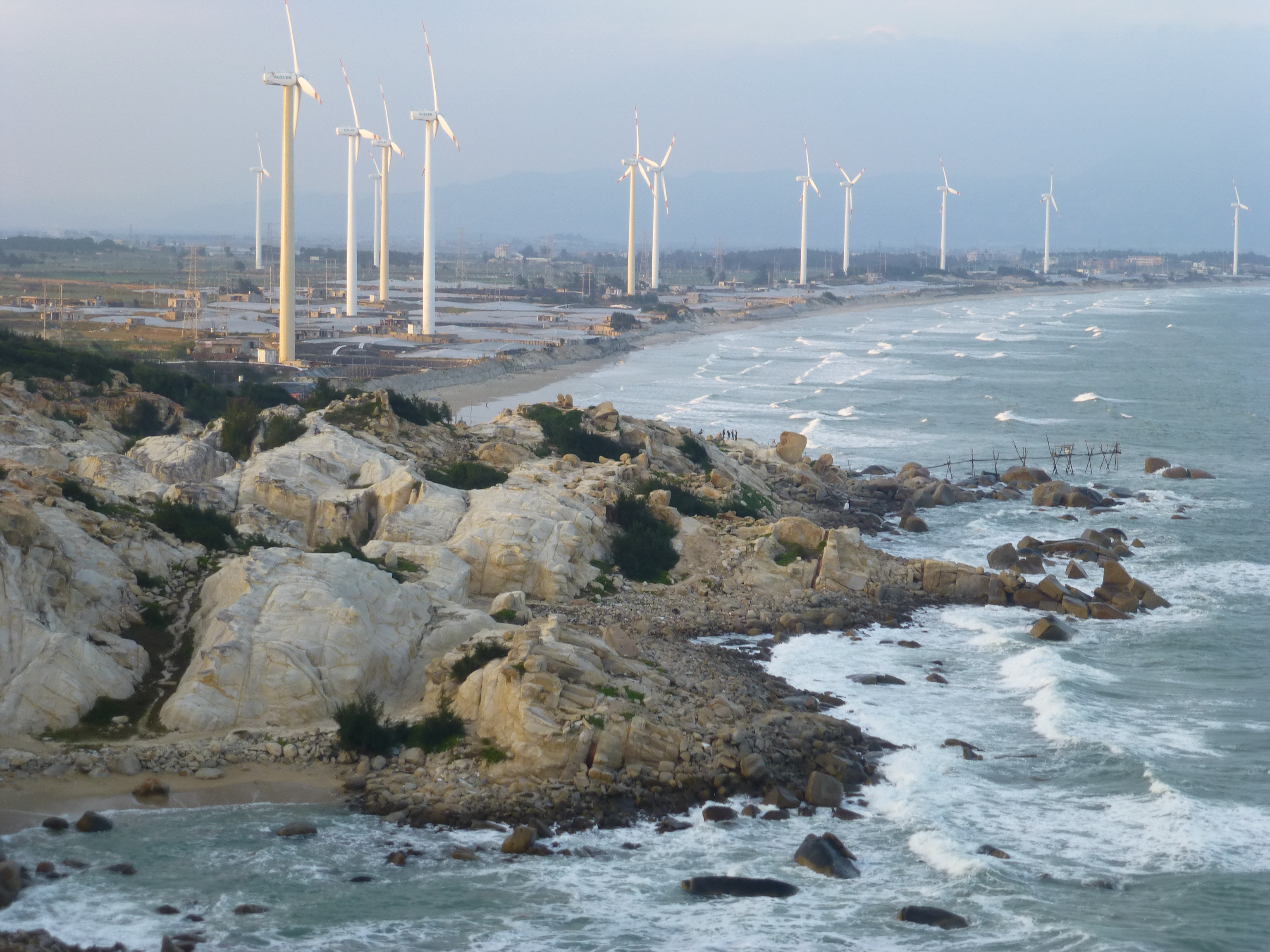
توربينات طاقة الرياح في لياو بالقرب من معهد الفن التجريدي.

في عام 2005، أصدرت اللجنة الدائمة للمجلس الوطني لنواب الشعب الصيني قانونًا يلزم شركات شبكة الطاقة الصينية بشراء جميع الكهرباء التي ينتجها قطاع الطاقة المتجددة.
في عام 2006، كشف المطورون الصينيون عن أول توربينات رياح ماجليف دائمة في العالم، في معرض طاقة الرياح في آسيا الذي أقيم في بكين. في عام 2007، قامت شركة تشونجكو هينجيوان لتكنولوجيا الطاقة، ببناء قاعدة لمولدات توربينات الرياح ماجليف، استثمرت الشركة 400 مليون يوان في هذا المشروع. تتوقع تشونجكو هينجيوان إيرادات سنوية قدرها 1.6 مليار توربين رياح من المولدات.
في عام 2006، اشترت شركة شنغهاي للطاقة 64485 جيجاوات/ ساعة من الطاقة الخضراء، ومع ذلك فإن كمية الطاقة المتجددة التي اشترك فيها عملاء من شركة شنغهاي للطاقة كانت 23% فقط من هذا المجموع. وفي نفس العام، كان هناك 6482 أسرة فقط في شنجهاي اشتركت في الطاقة المتجددة جزئيًا لأن تكلفة طاقة الرياح أعلى 0.53 يوان/ كيلو وات في الساعة عن الطاقة الناتجة من محطات الفحم؛ في عام 2007، يصل إجمالي إنتاج مزارع الرياح في شنغهاي إلى 100 جيجاوات في الساعة، وهو ما يكفي لتشغيل 120 ألف أسرة.
يوجد 22 كيانًا قاموا بشراء الطاقة المتجددة في شنغهاي، على الرغم من أن ثلث هذا المجموع عبارة عن شركات مملوكة للدولة، إلا أن الباقي كان عبارة عن مؤسسات أجنبية مستثمرة. حكومة شنغهاي المدنية لم تشتري أي طاقة متجددة. أيضا في عام 2006، اشترت شركة باو ستيل الطاقة المتجددة فقط، وهي من بين أفضل عشرة عملاء للطاقة في شنغهاي. دخلت شركة باو ستيل في اتفاقية لشراء 1.2 جيجا وات / ساعة على مدار ثلاث سنوات.
في نهاية عام 2008، كان هناك 15 شركة صينية على الأقل تنتج توربينات الرياح تجاريًا، وكانت عشرات الشركات الأخرى تنتج المكونات. أصبحت أحجام التوربينات من 1.5 ميجاوات إلى 3 ميجاوات شائعة. كانت الشركات الرائدة في مجال طاقة الرياح في الصين هي جولد ودونجفانج الكهربائية وسنوفل إلى جانب معظم شركات تصنع توربينات الرياح الأجنبية الكبرى. في عام 2008، زادت الصين من إنتاج توربينات الرياح الصغيرة إلى حوالي 80000 توربين. من خلال كل هذه التطورات، بدت صناعة الرياح الصينية غير متأثرة بالأزمة المالية العالمية، وفقًا لمراقبي الصناعة.
في عام 2010، أصبحت الصين أكبر مزود لطاقة الرياح في جميع أنحاء العالم، حيث وصلت طاقة الرياح المثبتة إلي 41.8 جيجا وات في نهاية العام. ومع ذلك، كان حوالي ربع هذه السعة غير متصل بالشبكة.
في عام 2011، وضعت الصين خطة للحصول على 100 جيجا وات من طاقة الرياح المتصلة بالشبكة بحلول نهاية عام 2015 وتوليد 190 تيراوات/ ساعة من طاقة الرياح سنويا. في عام 2014، وصلت الصين إلي هدفها. مما جعل الصين أول دولة في العالم تصل إلى 100 جيجاوات من طاقة الرياح المثبتة. اعتبارًا من عام 2014، ظلت شركة جولد أكبر منافس في سوق طاقة الرياح الصيني، حيث حصلت على 19% من المنشآت الجديدة. تليها شركة جوديان المتحدة لتكنولوجيا الطاقة (شركة تابعة لشركة جوديان الصينية) بنسبة 11٪، وشركة مينج يانج لطاقة الرياح بنسبة 9%.

## طاقة الرياح حسب المقاطعة
| المقاطعة         | السعة المثبته حديثا (2018، بالميجا وات) | السعة التكاملية (في نهاية عام 2018، ميجا وات) | انتاج الكهرباء (جيجا وات ساعة) | التقليص (جيجا وات ساعة) | التقليص (%) | الإنتاجية | المستهدف |
| ---------------- | --------------------------------------- | --------------------------------------------- | ------------------------------ | ----------------------- | ----------- | --------- | -------- |
| المجموع          | 20,590                                  | 184,260                                       | 366,000                        | 27,700                  | 7.00%       | 2095      |          |
| بكين             | 0                                       | 190                                           | 300                            |                         |             | 1866      | 0        |
| تيانجين          | 230                                     | 520                                           | 800                            |                         |             | 1830      | 0        |
| خبي              | 2,100                                   | 13,910                                        | 28,300                         | 1,550                   | 5.20%       | 2276      | 6.7%     |
| شانشي            | 1,710                                   | 10,430                                        | 21,200                         | 240                     | 1.10%       | 2196      | 4.2%     |
| منغوليا الداخلية | 1,990                                   | 28,690                                        | 63,200                         | 7,240                   | 10.30%      | 2204      | 12%      |
| لياونينغ         | 500                                     | 7,610                                         | 16,500                         | 160                     | 1.00%       | 2265      | 8%       |
| جيلين            | 90                                      | 5,140                                         | 10,500                         | 770                     | 6.80%       | 2057      | --       |
| هيلونغجيانغ      | 280                                     | 5,980                                         | 12,500                         | 580                     | 4.40%       | 2144      | --       |
| شنغهاي           | 0                                       | 710                                           | 1,800                          |                         |             | 2489      | 0        |
| جيانغسو          | 2,090                                   | 8,650                                         | 17,300                         |                         |             | 2216      | 0        |
| تشجيانغ          | 150                                     | 1,480                                         | 3,100                          |                         |             | 2173      | 0        |
| انهوى            | 290                                     | 2,460                                         | 5,000                          |                         |             | 2150      | 0%       |
| فوجيان           | 480                                     | 3,000                                         | 7,200                          |                         |             | 2587      | 0        |
| جيانغشى          | 560                                     | 2,250                                         | 4,100                          |                         |             | 1940      | 0        |
| شاندونغ          | 850                                     | 11,460                                        | 21,400                         | 300                     | 1.40%       | 1971      | 2%       |
| خنان             | 2,350                                   | 4,680                                         | 5,700                          |                         |             | 1746      | 0        |
| هوبى             | 780                                     | 3,310                                         | 6,400                          |                         |             | 2159      | 10%      |
| هونان            | 850                                     | 3,480                                         | 6,000                          |                         |             | 2054      | 4%       |
| قوانغدونغ        | 220                                     | 3,570                                         | 6,300                          |                         |             | 1770      | 0        |
| قوانغشى          | 580                                     | 2,080                                         | 4,200                          |                         |             | 2294      | 0        |
| هاينان           | 30                                      | 340                                           | 500                            |                         |             | 1524      | --       |
| تشونغتشينغ       | 170                                     | 500                                           | 800                            |                         |             | 1968      | 0        |
| سيتشوان          | 430                                     | 2,530                                         | 5,500                          |                         |             | 2333      | 0        |
| قويتشو           | 170                                     | 3,860                                         | 6,800                          | 80                      | 1.10%       | 1821      | 3%       |
| يونان            | 380                                     | 8,570                                         | 22,000                         |                         |             | 2654      | 0%       |
| التبت            | 2                                       | 10                                            | 10                             |                         |             | 1863      | --       |
| شنشى             | 420                                     | 4,050                                         | 7,200                          | 160                     | 2.20%       | 1959      | 2.2%     |
| قانسو            | 0                                       | 12,820                                        | 23,000                         | 5,400                   | 19.00%      | 1772      | 23%      |
| تشينغهاي         | 1,050                                   | 2,670                                         | 3,800                          | 60                      | 1.60%       | 1524      | 0        |
| نينغشيا          | 690                                     | 10,110                                        | 18,700                         | 440                     | 2.30%       | 1888      | --       |
| شينجيانغ         | 1,150                                   | 19,210                                        | 35,900                         | 10,690                  | 22.90%      | 1951      | 26%      |

1.^تم حساب السعة الحديثة بعد طرح قيمة سابقتها في عام 2017.

## الرياح البحرية

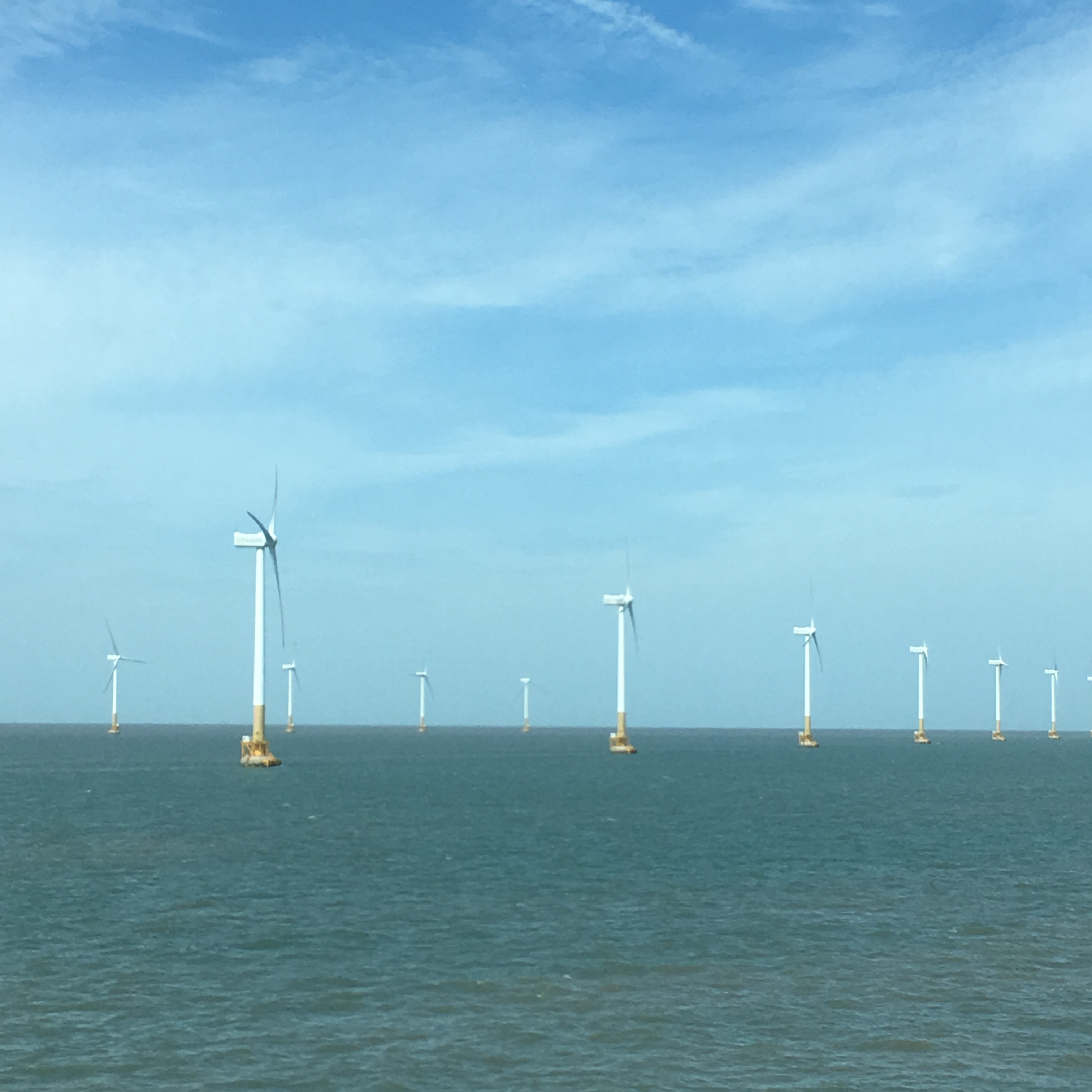
مزرعة دونجهاي لجسر الرياح

حددت الصين هدفًا طموحًا يتمثل في 5 جيجا وات من طاقة الرياح البحرية المثبتة بحلول عام 2015 و 30 جيجاوات بحلول عام 2020. ومع ذلك، فإن تطوير طاقة الرياح البحرية لم يأت بالسرعة المتوقعة. في أبريل 2009، بدأ إنشاء مزرعة دونجهاي لجسر الرياح، أول مزرعة رياح بحرية في الصين، بالقرب من جسر دونجهاي، وتم تشغيلها في عام 2010 لتوفير الكهرباء لمعرض شنغهاي الدولي 2010. تتكون مزرعة الرياح من 34 توربين رياح سينوفيل 3 ميجاوات بتكلفة 102 مليون دولار أمريكي. ثم مزرعة الرياح لونجيوان رودونج التي تبلغ طاقتها 150 ميجاوات وتكلفتها 500 مليون ين، وتم تشغيلها في عام 2012. في نهاية عام 2012، كانت الصين قد قامت بتركيب 389.6 ميجاوات فقط من طاقة الرياح البحرية، التي ما زالت بعيدة عن الهدف المستهدف وهو 5 جيجاوات بحلول نهاية عام 2015.
في مايو 2014، بلغ إجمالي طاقة الرياح البحرية في الصين 565 ميجاوات، في عام 2015 ارتفعت إلى حوالي 900 ميجاوات، أي أقل من خمس الهدف المتوقع. في عام 2016، زادت التركيبات بشكل كبير، مع نشر 592 ميجاوات من طاقة الرياح البحرية، لتحتل المرتبة الثالثة في العالم بعد ألمانيا وهولندا. في نهاية عام 2016، بلغ إجمالي سعة طاقة الرياح البحرية التراكمية في البلاد 1.9 جيجاوات.
يرجع السبب وراء تباطؤ وتيرة تنمية الرياح البحرية في الصين إلى نقص خبرة شركات تصنيع التوربينات المحلية في هذا القطاع. هذا يفرض التنمية المحلية على استخدام المنتجات الأجنبية، مما أدى إلى كون سيمنز أكبر مورد لتوربينات الرياح البحرية في الصين. والمشكلة الأخرى هي الاستثمار الضخم اللازم والمخاطر المرتبطة بالتنمية الخارجية، والتي تثبط الشركات الخاصة.

## مزارع الرياح في المستقبل
يعتبر مشروع مزرعة قانسو للرياح قيد الإنشاء في مقاطعة قانسو الغربية، وهو واحدًا من ستة مشروعات طاقة رياح وطنية كبرى وافقت عليها الحكومة الصينية. من المتوقع أن تنمو إلى 20 ألف ميجاوات بحلول عام 2020، بتكلفة تقدر بـ 120 مليار يوان صيني (17.5 مليار دولار). في عام 2008، بدأ إنشاء خط كهرباء بقدرة 750 كيلوفولت لتوصيل الكهرباء من مزرعة الرياح.
عند اكتماله، قد يصبح مجمع مزارع الرياح في قانسو أكبر مزرعة رياح جماعية في العالم.

## المشاكل
إن المناطق التي تتمتع بإمكانات طاقة الرياح الكبيرة مثل قانسو تكون بعيدة في بعض الأحيان عن المراكز الصناعية والسكنية القائمة. تضم المصانع التي تعمل بالفحم دائرة من عمال المناجم والحكومات المحلية التي تفتقر إليها مشاريع طاقة الرياح. وقد أدى ذلك إلى نقص في استخدام الطاقة الناتجة عن طاقة الرياح.
لم تواكب قدرة نقل الشبكة نمو مزارع الرياح في الصين. في عام 2009، تم توصيل 72٪ فقط (8.94 جيجاوات) من إجمالي طاقة الرياح في الصين بالشبكة. في عام 2014، تم توصيل 96.37 جيجاوات من سعة الصين بالشبكة، من إجمالي سعة 114.6 جيجاوات. في النصف الأول من عام 2015، تم هدر 1.75 تيراوات / ساعة من طاقة الرياح وفقًا لإدارة الطاقة الوطنية الصينية. أيضا التباطؤ في الاقتصاد الصيني في عام 2015 أدى إلى الطاقة المفرطة في قطاع الطاقة، والحد من الطلب. في محاولة لخفض الطاقة الفائضة للتشجيع وتشجيع استخدام الطاقة المتجددة بشكل أكبر، أوقفت الحكومة الصينية الموافقات على إنشاء محطات جديدة لتوليد الطاقة من الفحم لمدة ثلاث سنوات تبدأ في عام 2016. كان الحد المشترك من طاقة الرياح في شمال الصين حوالي 34 تيراوات / ساعة في عام 2015.
في عام 2014، ولدت الولايات المتحدة المزيد من الكهرباء من الرياح (167 تيراوات / ساعة) على الرغم من انخفاض قدرة التوليد بسبب مشاكل الاتصال بالشبكة والطاقة في الصين. وفقًا لتقرير صدر عام 2013 في مجلة الإيكونوميست، أنتجت الولايات المتحدة طاقة أكبر بنسبة 40٪ من طاقة مماثلة لطاقة الرياح، لأن مزارع الرياح الصين ليست متصلة بشكل فعال بشبكة الطاقة.
سيكون الحل المحتمل هو نقل توربينات الرياح إلى المناطق الحضرية، ولكن ليس دون تحديات. شين وآخرون. في عام 2019، اكتشف أن سكان المدن الصينيين قد يكونون مقاومين إلى حد ما لبناء توربينات الرياح في المناطق الحضرية، مع وجود نسبة عالية بشكل مدهش من الناس يشيرون إلى خوف لا أساس له من الإشعاع مما يثير مخاوفهم. الحكومة الصينية المركزية بدلاً من العلماء هي الأنسب لمعالجة هذا القلق. بالإضافة إلى ذلك، وجدت الدراسة أن من وجهة نظرهم في بلدان منظمة التعاون والتنمية في الميدان الاقتصادي، فإن المجيبين الصينيين في المناطق الحضرية حساسون للتكاليف المباشرة ولآثار الحياة البرية الخارجية. قد يؤدي توزيع المعلومات ذات الصلة حول التوربينات إلى الجمهور تخفيف المقاومة.

## وصلات خارجية
- أكثر 10 دول توليدا لطاقة الرياح.
- إحصائيات الرابطة العالمية لطاقة الرياح.
- مزارع الرياح توفر 14% من الكهرباء للإتحاد الأوروبي.
- من الصين إلى أوروبا- رواد توليد طاقة الرياح في العالم.
- جمعية طاقة الرياح الصينية- (باللغة الصينية).
- تعلن شركة أنظمة الرياح الصينية عن استكمال منشأة التصنيع واسعة النطاق لمكونات الرياح.
- تقرير طاقة الرياح في الصين لعام 2007.
- طاقة الرياح المتنامية في الصين نسخة محفوظة 3 فبراير 2009 على موقع واي باك مشين..
- الصين تعلن عن الخطوط العريضة لمخطط الطاقة النظيفة.
- الرابطة العالمية لطاقة الرياح.